# آرمورل (آرکانزاس)
آرمورل (به انگلیسی: Armorel) یک شهر در ایالات متحده آمریکا است که در شهرستان میسیسیپی، آرکانزاس واقع شده‌است.